# Harry i fill
Harry i fill (títol original: Harry & Son) és una pel·lícula estatunidenca dirigida per Paul Newman, estrenada el 1984 i doblada al català

## Argument
El vidu Harry Keach és un treballador de la construcció que va ser educat per apreciar la importància de treballar per viure.
No veu amb bons ulls l'estil de vida del seu fill Howard, gandul i descuidat, amb una feina a mitja jornada sense sortida, que fa surfing i empaita noies mentre somia d'esdevenir el pròxim Ernest Hemingway.
Harry també té una relació estirada amb la seva filla Nina perquè desagrada el seu marit, un venedor d'assegurances.

## Repartiment
- Paul Newman: Harry Keach
- Robby Benson: Howard Keach
- Ellen Barkin: Katie Wilowski
- Wilford Brimley: Tom Keach
- Judith Ivey: Sally
- Ossie Davis: Raymond
- Morgan Freeman: Siemanowski
- Joanne Woodward: Lilly
- Katherine Borowitz: Nina
- Maury Chaykin: Lawrence
- Michael Brockman: Al
- Cathy Cahill: Cambrera
- Robert Goodman: Andy
- Tom Nowicki: Tommy

## Nominacions
- 1985: Robby Benson als premis Razzie